# Dungense brug
De Dungense brug is een combinatie van een plaatbrug en een ophaalbrug over de Zuid-Willemsvaart bij Poeldonk in de gemeente Sint-Michielsgestel.
De brug is gebouwd in 1951 van staal en beton. De brug is in totaal 24 meter lang en 5,5 meter breed. De doorvaartwijdte bedraagt 8,40 meter.
Deze brug is vooral bekend om het feit dat 2 auto's elkaar niet kunnen passeren.